# Olivier Marroux

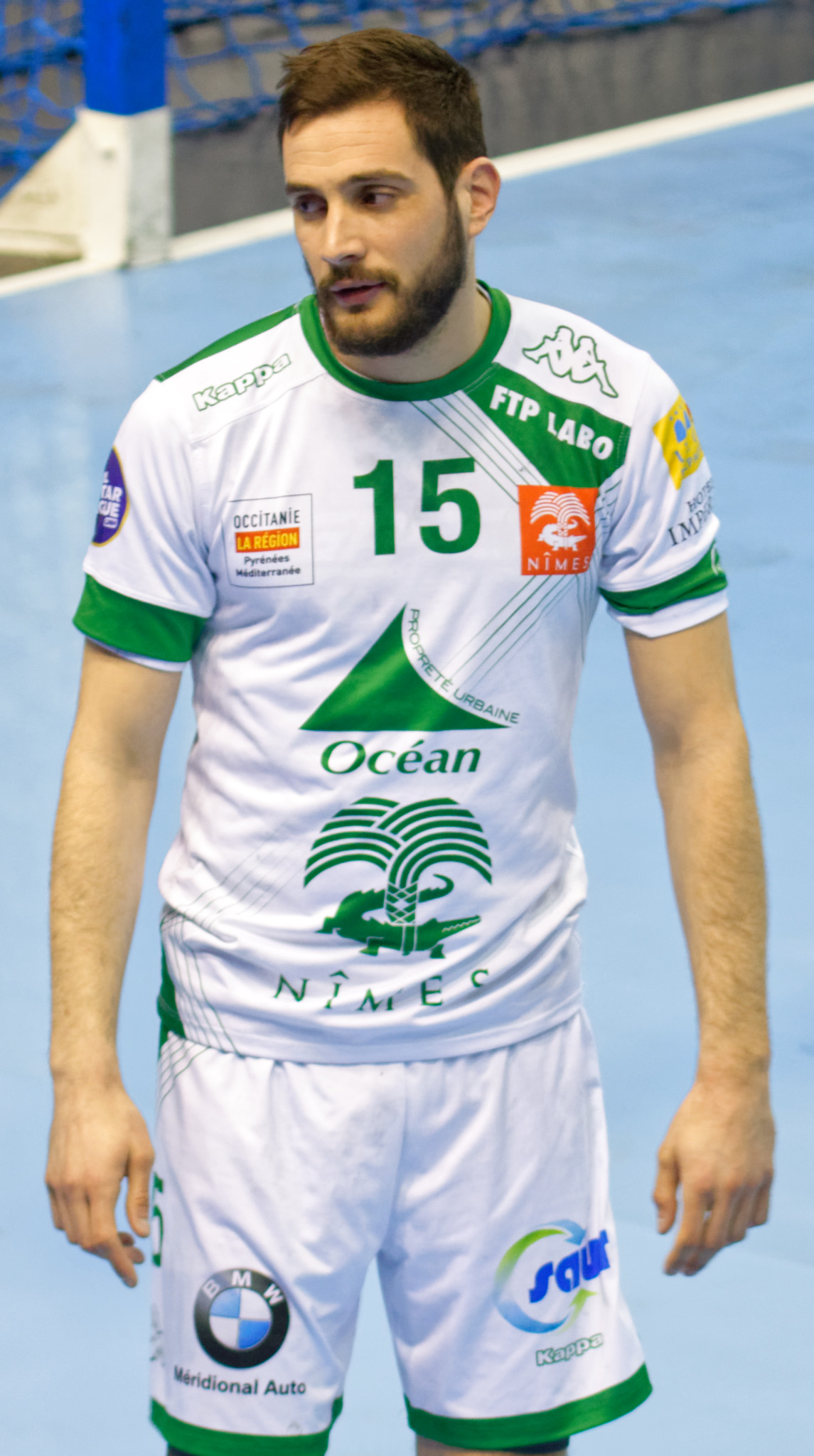
Handballspieler Olivier Marroux

Olivier Marroux (* 9. Januar 1986 in Valence) ist ein französischer Handballspieler.
Der 1,83 Meter große und 75 Kilogramm schwere rechte Außenspieler spielte anfangs für Montélimar Cruas HB (2002–2006) und HBC Villefranche (2007–2008). Anschließend stand Marroux bei US Ivry HB unter Vertrag, mit dem er im EHF-Pokal (2008/09 und 2010/11) auflief. Im Sommer 2011 schloss sich Marroux Chambéry Savoie HB an, mit dem er sowohl in der EHF Champions League als auch am EHF-Pokal teilnahm. Im Sommer 2014 wechselte er zu USAM Nîmes.
Olivier Marroux stand im Aufgebot der französischen Nationalmannschaft, so für die Handball-EM 2010. Er debütierte in der A-Nationalmannschaft am 22. März 2009 in einem Länderspiel gegen die lettische Auswahl. Er bestritt sechs Länderspiele, in denen ihm 13 Treffer gelangen.